# Aéroport de Bouarfa
L'aéroport de Bouarfa, (code IATA : UAR • code OACI : GMFB) est un aéroport situé 2 km au sud-ouest de la ville de Bouarfa, au Maroc.

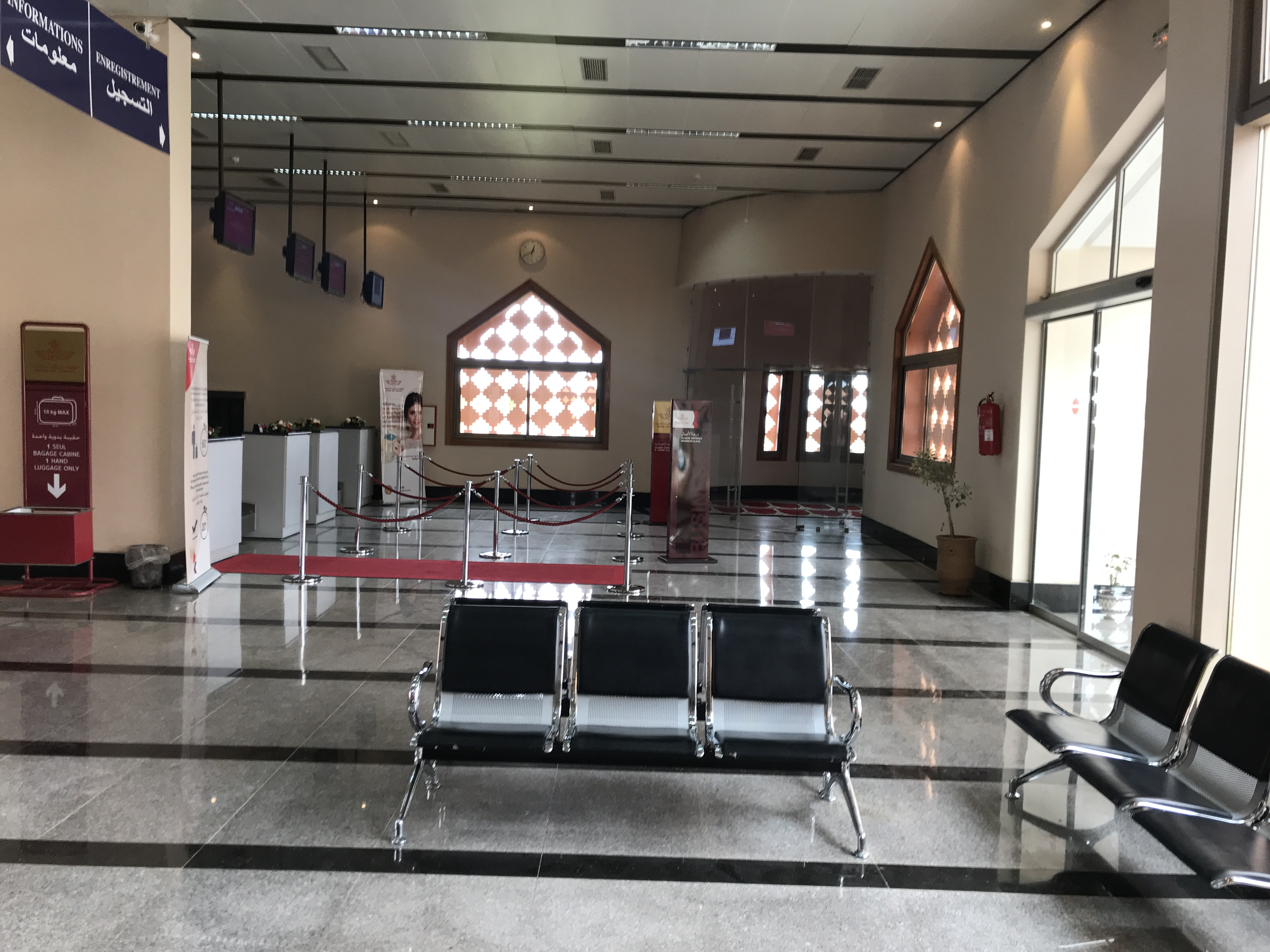
L'intérieur du terminal de l'aéroport

## Histoire
Bouârfa disposait d'un ancien aérodrome à usage restreint, 2 km au sud-ouest de la ville, avec une piste sommaire d'environ 1000 m de long (encore visible le long de la nouvelle piste).
En 2006 est mis en service un aéroport aux normes internationales, financé par l'ancien président des Émirats arabes unis Zayed Al Nahyane, amateur de chasse au faucon et qui entretiennent plusieurs réserves d'outarde houbara à cet effet au Maroc. 
Il est situé 2 km au sud-ouest de la ville, à 1122 m d'altitude et dispose d'un piste de 3200 x 45 m
L'aéroport pourrait accueillir jusqu'à 100 000 passagers par an.

## Situation

### Carte des aéroports du Maroc
| \| 100 km1:10 004 000 \| Ouezzane Agadir Al Hoceima Meknès Béni Mellal Bouarfa Casablanca-Tit Mellil Casablanca-Mohammed V Errachidia Essaouira Fès Guelmim Ifrane Kénitra Khouribga Marrakech Nador Ouarzazate Oujda Rabat-Salé Tanger Zagora Tan-Tan Tarfaya Tétouan Benslimane Sidi Slimane Inezgane Ben Guerir Taroudant Taza |
| 100 km1:10 004 000 |

## Compagnies aériennes et destinations
| Compagnies      | Destinations          |
| --------------- | --------------------- |
| Royal Air Maroc | Casablanca-Mohammed-V |